# Phyllophaga villifrons
Phyllophaga villifrons är en skalbaggsart som beskrevs av Leconte 1856. Phyllophaga villifrons ingår i släktet Phyllophaga och familjen Melolonthidae. Inga underarter finns listade i Catalogue of Life.